# Mariana Drăgescu
Marie Ana Aurelia (Mariana) Drăgescu (7 de setembro de 1912 – 24 de março de 2013) foi uma piloto militar e aviadora da Romênia durante a Segunda Guerra Mundial. Ela foi o último membro sobrevivente do Esquadrão Branco, uma equipe de mulheres aviadoras que voaram em aeronaves médicas durante a Segunda Guerra Mundial. A Romênia foi o único país do mundo a permitir que as mulheres pilotassem missões médicas durante a guerra.
Drăgescu recebeu sua licença de piloto em 1935 quando tinha 23 anos. Ela se tornou uma das poucas mulheres do mundo a possuir uma licença na época. Em 1938, com a ameaça de crescer o conflito na Europa, Drăgescu foi convidada a se juntar a uma nova equipe de aviação feminina que se tornaria o Esquadrão Branco. As outras quatro mulheres para se juntar a ela eram Virginia Duţescu, Nadia Russo, Marina Stirbey e Irina Burnaia.
As contribuições de Drăgescu e as outras mulheres do esquadrão branco para a história da aviação romena foram ignoradas durante a era comunista do país, mas receberam uma estimativa mais apropriada nos últimos anos, na sequência da Revolução Romena de 1989.
Mariana Drăgescu morreu em 24 de março de 2013 aos 100 anos de idade.